# Monique Piétri
Pour les articles homonymes, voir Piétri.
Monique Piétri est une nageuse française née le 20 avril 1945 à El Biar et morte par suicide le 25 juin 1993 à Castelnau-de-Brassac.

## Biographie
Elle est membre de l'équipe de France aux Jeux olympiques d'été de 1964 où elle prend part au 100 mètres nage libre ; elle est éliminée en séries.
Elle a été championne de France de natation sur 100 mètres nage libre à l'été 1964.
Pendant sa carrière, elle a évolué au Cercle des nageurs de Marseille.
Le 25 juin 1993, en proie à des problèmes psychotiques depuis de nombreuses années, et en conflit avec son ex-mari pour la garde de leur enfant, elle achète un fusil et, prétextant une ballade sur la commune de Castelnau-de-Brassac, assassine alors froidement son fils de 9 ans, Guillaume Rouch, avant de se suicider[réf. nécessaire].